# Jamaha Torakuszu
Jamaha Torakuszu (山葉 寅楠, nyugaton Torakusu Yamaha) (1851. április 20. – 1916. augusztus 8.) japán vállalkozó, ő alapította meg 1887-ben Nippon Gakki Szeidzó Kabusiki Gaisa (日本楽器製造株式会社, ’Japán Hangszergyártó Rt.’) néven a mai Yamaha Corporation elődjét. 1897-ben a vállalat elnöke lett.